# ラ・スキアヴォーナ
『ラ・スキアヴォーナ』（英: La Schiavona、英: La Schivona）、または『女性の肖像』（じょせいのしょうぞう、英: Portrait of a Lady）は、イタリア盛期ルネサンスのヴェネツィア派の巨匠ティツィアーノ・ヴェチェッリオがまだ20代初めであった1510-1512年ごろ、キャンバス上に油彩で制作した絵画である。「ラ・スキアヴォーナ」とはダルマチア (1420-1797年までヴェネツィア共和国の領土) 出身の女性を意味しているが、17世紀に与えられた名称である。作品は、ロンドン・ナショナル・ギャラリーに所蔵されている。

## モデルの人物
絵画は17世紀初頭まで『ラ・スキアヴォーナ』と呼ばれていた。この名称は本作についての最初の文書である1640年の書簡に始まっているが、おそらく女性の服装と容貌を見て絵画に与えられたものである。実際には、彼女の服装はヴェネツィア共和国に支配されていた地域の富裕な女性の服装に合致しており、貴族階級の人物であったのであろう。女性がカタリーナ・コルナーロであると同定しようとしてきた研究者もいるが、確証のない仮説である。

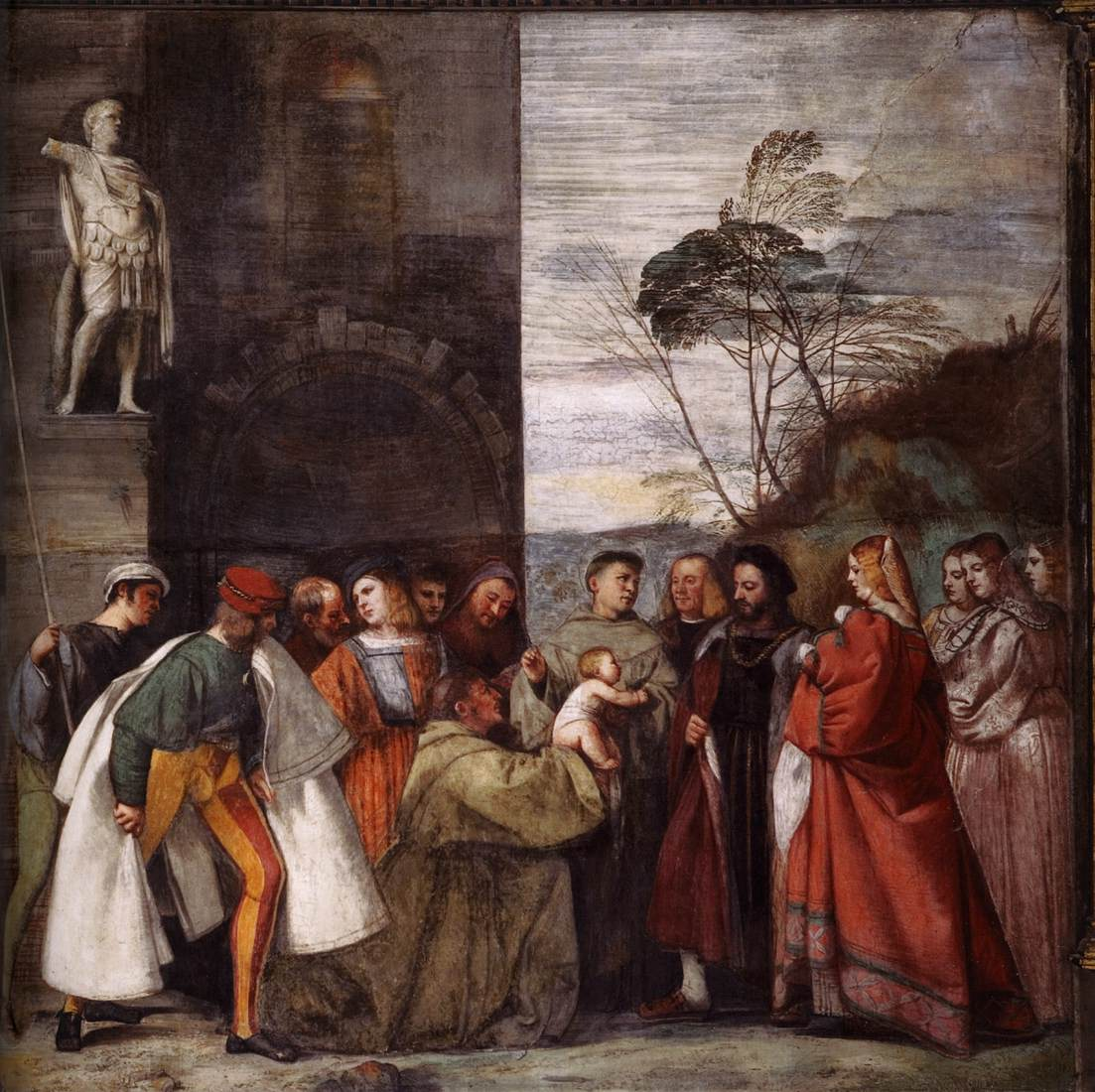
ティツィアーノ『新生児の奇蹟』 (スクオーラ・デル・サント、パドヴァ)

以前、絵画はジョルジョーネに帰属されたが、今日ではティツィアーノの若い時期の傑作であると一致して認められている。ジョルジョーネの変調された甘美さはなく、それが拍動を感じさせる生気に取って代わられているのも、さらなる証拠となっている。1511年のパドヴァにあるティツィアーノのフレスコ画『新生児の奇蹟』 （スクオーラ・デル・サント）に登場する中心人物 （画面右側） の女性との非常な類似点もある。

## 作品
当時、女性の肖像画の委嘱は稀なものであった。描かれている女性は、無地の灰色の背景の中で4分3の身体像で表されている。曲線的な身体は非常な写実性と正確さで描かれており、服の幅広の布地によって強調されている。彼女は非常に自然でゆったりとしたポーズをしており、身体はやや回転し、顔は鑑賞者を正面から見ている。 
この肖像画を描いている間に、ティツィアーノはいくつかの重要な部分を修正して、構想を積極的に改変していった。当初、右情報部には開いた丸窓があり、女性の両腕はその両脇に下げられていた。同じ女性だと思われる肖像が欄干の高い部分にある大理石レリーフ (古代のカメオに触発されたもの) に見えるが、この欄干も変更されている。欄干の下の部分は本来のものだが、高い部分は後の変更になるもので、その下の布地が後の絵具の塗り重ねを通して、いまだに見える。
大理石レリーフの横顔肖像は、古典古代の貴族の淑徳を示すことによって明らかにモデルの女性を褒めたたえ、また史実にもとづく過去への広がりによって、彼女の名声の将来にわたる維持 (肖像画の社会的役割の1つ) を示唆している。さらに、このレリーフは当時の絵画と彫刻の優劣論争に関係している可能性もある。
絵画は欄干に「TV」と署名され、おそらく「Tiziano 」を表している。

## 歴史
この肖像画は、1942年にフランシス・クック卿により父ハーバートを偲んで、芸術基金を通して、ロンドンのナショナル・ギャラリーに寄贈された。目録番号NG5385で、今日もナショナル・ギャラリーのコレクションにある。
2009年10月から2020年1月まで、『ラ・スキアヴォーナ』はリーズのヘンリー・ムーア研究所 (Henry Moore Institute) に貸し出され、「絵画における彫刻 (Sculpture in Painting)」という展覧会に出品された。